# 亞瑟·格林伍德
亞瑟·格林伍德（英語： 1880年2月8日—1954年6月9日）英国工党政治家。 从1920年代到1940年代后期一直在工党内担任要职，格林伍德从1920年开始在党内脱颖而出，出任研究部部长，并于1924年短暂担任议会卫生部部长。1940年第二次世界大战期间，他参与解决了坚持与纳粹德国作战的问题。